# Бахаи в Чаде
Вера Бахаи в Чаде — динамично развивающаяся религия. Является третьей по количеству адептов религией в стране, после ислама и христианства.

## История
Первые представители веры бахаи появились на территории Чада в 50-х годах XX века. Первыми представителями бахаи были переселившиеся из Уганды в Французскую Экваториальную Африку Макс Кинерези и Самсон Мунгоно. В 1956 году бахаи поселившиеся в Африке организовали первое Духовное собрание, куда вошли представители  Уганды, Танганьики, Кении, Бельгийского Конго, Руанды-Урунди, Французской Экваториальной Африки, Занзибара, Коморо-Ай, Сейшельских островов и Архипелага Чагос.
Однако, после провозглашения независимости Чада в 1961 году, на его территории не было ни одной общины бахаи. Первым бахаи в независимом Чаде был Клеофа К. Вава. Первым коренным жителем принявшим веру бахаи был Эрнест Нбуба, принявший учение в начале 1968 года. К 1969 году количество бахаи в Чаде увеличилось до 1200 человек. Было открыто 30 ассамблей бахаи в 63 населенных пунктах страны.

## Современное положение
Всемирная христианская энциклопедия оценивает количество адептов бахаи населения в 2000 году в 80300 человек, а в 2005 году в 96845 человек.